# Sibokovac
Sibokovac is een plaats in de gemeente Čaglin in de Kroatische provincie Požega-Slavonië. De plaats telt 53 inwoners (2001).